# Deutsche Fußballmeisterschaft 1911/12
Die zehnte Deutsche Fußballmeisterschaft wurde vom 5. Mai bis zum 26. Mai 1912 ausgetragen. Die Meisterschaft sicherte sich bei seiner zweiten Finalteilnahme Holstein Kiel in Hamburg-Lokstedt mit einem 1:0 gegen den Karlsruher FV.
Erstmals kam es bei dieser Meisterschaft zu einer Neuauflage eines Finals. Zwei Jahre nach dem ersten Duell trafen erneut Holstein Kiel und der Karlsruher FV aufeinander. Diesmal siegten die Norddeutschen und holten damit den ersten Meistertitel für den Norddeutschen Fußball-Verband.

## Teilnehmer
Für die Endrunde qualifiziert waren acht Vereine, die sieben Meister der Regionalverbände und der Titelverteidiger. Auf Druck des DFB hatten sich am 29. April 1911 die drei noch verbliebenen und miteinander rivalisierenden berlin-brandenburgischen Fußballverbände, der VBB, der MFB und der VBAV zum Verband Brandenburgischer Ballspielvereine (erneut VBB) zusammengeschlossen. Damit hatte der über zwanzig Jahre dauernde Verbandswirrwarr in Berlin und Brandenburg endlich ein Ende. Trotzdem startete die Region wieder mit zwei Vertretern; neben dem Meister BFC Preussen nahm auch Titelverteidiger Viktoria 89 Berlin an der Endrunde teil.
| Verein                      | Qualifiziert als                                         |
| BuEV Danzig                 | Meister des Baltischen Rasensport-Verbandes              |
| ATV Liegnitz                | Meister des Südostdeutschen Fußball-Verbandes            |
| Berliner FC Preussen        | Meister des Verbandes Brandenburgischer Ballspielvereine |
| Berliner TuFC Viktoria 89   | Titelverteidiger                                         |
| SpVgg 1899 Leipzig-Lindenau | Meister des Verbandes Mitteldeutscher Ballspiel-Vereine  |
| Holstein Kiel               | Meister des Norddeutschen Fußball-Verbandes              |
| Cölner BC 01                | Meister des Westdeutschen Spiel-Verbandes                |
| Karlsruher FV               | Meister des Verbandes Süddeutscher Fußball-Vereine       |

## Viertelfinale
| Datum        |                             | Ergebnis  |                           | Stadion                                        |
| ------------ | --------------------------- | --------- | ------------------------- | ---------------------------------------------- |
| 5. Mai 1912  | BuEV Danzig                 | 0:7 (0:3) | Berliner TuFC Viktoria 89 | Danzig, Heinrich-Ehlers-Platz                  |
| 5. Mai 1912  | SpVgg 1899 Leipzig-Lindenau | 3:2 (1:0) | ATV 1896 Liegnitz         | Dresden, Güntzwiesen                           |
| 5. Mai 1912  | FV Holstein Kiel            | 2:1 (0:1) | Berliner FC Preussen      | Hamburg, Sportplatz Hoheluft                   |
| 12. Mai 1912 | Cölner BC 01                | 1:8 (0:3) | Karlsruher FV             | Mönchengladbach, Kampfbahn Am Alten Wasserturm |

Durch einen lupenreinen Hattrick von Erich Arndt führte die Viktoria bereits mit 3:0. In der zweiten Halbzeit erhöhten Paul Kugler, Schiepe und zweimal Willi Worpitzky auf 7:0. Bei Danzig spielte Paul Lenhardt als rechter Läufer, der bereits mit Holstein Kiel 1910 im Finale stand.
Leipzig ging in der 28. Minute durch Ernst Dathe in Führung, Liegnitz glich durch Verwerd in der 47. Minute aus. Nach 53 Minuten schoss Ferdinand Mückenheim die Leipziger in Führung, die in der 69. Minute durch einen Elfmeter von Otto Hofmann auf 3:1 erhöhten. Nach 84 Minuten kam Liegnitz noch zum 3:2.
Nach einer halben Stunde führte Berlin durch ein Tor von Robert Krüger mit 1:0. Erst in der Schlussphase drehten die Kieler das Spiel durch Willi Fick in der 84. Minute und David Binder drei Minuten später zum 2:1.
Der Cölner BC 01 erlitt gegen den Karlsruhe FV eine deutliche Niederlage. Die Torschützen beim 8:1-Sieg waren Fritz Förderer (3), Gottfried Fuchs (2) sowie Fritz Tscherter, Max Breunig und Julius Hirsch. Selbst das einzige Tor der Cölner – zum 1:4 in der 69. Minute – erzielte Hermann Bosch per Eigentor.

## Halbfinale
| Datum        |                           | Ergebnis             |                             | Stadion                                     |
| ------------ | ------------------------- | -------------------- | --------------------------- | ------------------------------------------- |
| 19. Mai 1912 | Berliner TuFC Viktoria 89 | 1:2 n. V. (1:1, 0:0) | FV Holstein Kiel            | Berlin-Mariendorf, Union-Platz              |
| 19. Mai 1912 | Karlsruher FV             | 3:1 (2:0)            | SpVgg 1899 Leipzig-Lindenau | Frankfurt am Main, FFV-Platz Roseggerstraße |

Den Kielern gelang es die Kreise von Stürmer Willi Worpitzky entscheidend einzuengen. Da aber auch ihr Angriff immer wieder in der Berliner Abwehr hängen blieb, stand es dann nach 90 Minuten 0:0. Erst durch David Binder gelang es Kiel in der 106. Minute in Führung zu gehen. Berlin kam aber umgehend, eine Minute später durch ein Eigentor von Torwart Adolf Werner zum 1:1. In der zweiten Verlängerung traf David Binder nach 129 Minuten zum 1:2 für Kiel.
Karlsruhe spielte ohne den verletzten Gottfried Fuchs, führte aber bereits zur Halbzeit durch zwei Tore von Fritz Förderer mit 2:0. Durch einen Elfmeter von Otto Hofmann konnte Leipzig auf 2:1 verkürzen. In der 70. Minute erzielte Fritz Förderer mit seinem dritten Treffer den 3:1 Endstand. 

## Finale
| FV Holstein Kiel | FV Holstein Kiel | Karlsruher FV | Karlsruher FV |
| --- | --- | --- | ------------- |
| FV Holstein Kiel | \| Sonntag, 26. Mai 1912 in Hamburg-Lokstedt (Victoria-Platz) \| \| Ergebnis: 1:0 (0:0) \| \| Zuschauer: 9.000 \| \| Schiedsrichter: Paul Schröder (München-Gladbach) 00000Spielbericht Beide Vereine standen sich bereits 1910 im Finale gegenüber. Bis zur Halbzeit fielen in dem ausgeglichenen Spiel keine Tore. In der 52. Minute kommt Willi Fick im Karlsruher Strafraum zu Fall, Ernst Möller verwandelt den entscheidenden Elfmeter zum 1:0. Nach der Führung verteidigten die Kieler geschickt ihren knappen Vorsprung. Beim KFV enttäuschte der berühmte Innensturm, Mittelstürmer Gottfried Fuchs spielte in der ersten Halbzeit mit einer Gipsbandage. Diese wurde in der Pause entfernt, er litt aber immer noch unter der Knieverletzung und konnte deshalb nur bedingt mitwirken. Der Trainer des Karlsruher FV, William Townley, wurde extra für dieses Finale von der SpVgg Fürth ausgeliehen. \| | \| Sonntag, 26. Mai 1912 in Hamburg-Lokstedt (Victoria-Platz) \| \| Ergebnis: 1:0 (0:0) \| \| Zuschauer: 9.000 \| \| Schiedsrichter: Paul Schröder (München-Gladbach) 00000Spielbericht Beide Vereine standen sich bereits 1910 im Finale gegenüber. Bis zur Halbzeit fielen in dem ausgeglichenen Spiel keine Tore. In der 52. Minute kommt Willi Fick im Karlsruher Strafraum zu Fall, Ernst Möller verwandelt den entscheidenden Elfmeter zum 1:0. Nach der Führung verteidigten die Kieler geschickt ihren knappen Vorsprung. Beim KFV enttäuschte der berühmte Innensturm, Mittelstürmer Gottfried Fuchs spielte in der ersten Halbzeit mit einer Gipsbandage. Diese wurde in der Pause entfernt, er litt aber immer noch unter der Knieverletzung und konnte deshalb nur bedingt mitwirken. Der Trainer des Karlsruher FV, William Townley, wurde extra für dieses Finale von der SpVgg Fürth ausgeliehen. \| | Karlsruher FV |
| FV Holstein Kiel | Adolf Werner – Heinrich Homeister, Hans Reese – Georg Krogmann, Willi Zincke , Hans Dehning – Helmut Bork, Hugo Fick, David Binder, Willi Fick, Ernst Möller Cheftrainer: – | Franz Burger – Kurt Hüber, Ernst Hollstein – Wilhelm Gros, Max Breunig, Hermann Bosch – Fritz Tscherter, Fritz Förderer , Gottfried Fuchs, Julius Hirsch, Hermann Kächele Cheftrainer: William Townley | Karlsruher FV |
| FV Holstein Kiel | 1:0 Möller (52., Strafstoß) | | Karlsruher FV |
| Sonntag, 26. Mai 1912 in Hamburg-Lokstedt (Victoria-Platz) | | |               |
| Ergebnis: 1:0 (0:0) | | |               |
| Zuschauer: 9.000 | | |               |
| Schiedsrichter: Paul Schröder (München-Gladbach) 00000Spielbericht Beide Vereine standen sich bereits 1910 im Finale gegenüber. Bis zur Halbzeit fielen in dem ausgeglichenen Spiel keine Tore. In der 52. Minute kommt Willi Fick im Karlsruher Strafraum zu Fall, Ernst Möller verwandelt den entscheidenden Elfmeter zum 1:0. Nach der Führung verteidigten die Kieler geschickt ihren knappen Vorsprung. Beim KFV enttäuschte der berühmte Innensturm, Mittelstürmer Gottfried Fuchs spielte in der ersten Halbzeit mit einer Gipsbandage. Diese wurde in der Pause entfernt, er litt aber immer noch unter der Knieverletzung und konnte deshalb nur bedingt mitwirken. Der Trainer des Karlsruher FV, William Townley, wurde extra für dieses Finale von der SpVgg Fürth ausgeliehen. | | |               |

## Die Meistermannschaft des FV Holstein Kiel

Die Meistermannschaft von Holstein Kiel im Hoheluft-Stadion in Hamburg

Nachfolgend ist die Meistermannschaft mit Einsätzen und Toren der Spieler angegeben.
| FV Holstein Kiel | |
|                  | - Tor: Adolf Werner (3/-) - Abwehr: Heinrich Homeister (3/-), Hans Reese (3/-) - Mittelfeld: Hans Dehning (3/-), Georg Krogmann (3/-), Willi Zincke (3/-) - Sturm: David Binder (3/3), Helmut Bork (3/-), Hugo Fick (3/1), Willi Fick (3/-), Ernst Möller (3/1) - Trainer: - |

## Torschützenliste
Hinzu kommt ein unbekannter Torschütze vom ATV Liegnitz.
| Spieler | Spieler              | Verein                    | Spiele | Tore |
| ------- | -------------------- | ------------------------- | ------ | ---- |
| 1.      | Fritz Förderer       | Karlsruher FV             | 3      | 6    |
| 2.      | Erich Arndt          | Berliner TuFC Viktoria 89 | 2      | 3    |
| 3.      | David Binder         | FV Holstein Kiel          | 3      | 3    |
| 4.      | Gottfried Fuchs      | Karlsruher FV             | 2      | 2    |
| 4.      | Otto Hofmann         | SpVgg 1899 Leipzig        | 2      | 2    |
| 4.      | Willi Worpitzky      | Berliner TuFC Viktoria 89 | 2      | 2    |
| 7.      | Robert Krüger        | Berliner FC Preussen      | 1      | 1    |
| 7.      | Verwerd              | ATV Liegnitz              | 1      | 1    |
| 9.      | Ernst Dathe          | SpVgg 1899 Leipzig        | 2      | 1    |
| 9.      | Paul Kugler          | Berliner TuFC Viktoria 89 | 2      | 1    |
| 9.      | Ferdinand Mückenheim | SpVgg 1899 Leipzig        | 2      | 1    |
| 9.      | Schiepe              | Berliner TuFC Viktoria 89 | 2      | 1    |
| 13.     | Max Breunig          | Karlsruher FV             | 3      | 1    |
| 13.     | Hugo Fick            | FV Holstein Kiel          | 3      | 1    |
| 13.     | Julius Hirsch        | Karlsruher FV             | 3      | 1    |
| 13.     | Ernst Möller         | FV Holstein Kiel          | 3      | 1    |
| 13.     | Fritz Tscherter      | Karlsruher FV             | 3      | 1    |